# Cripta di San Giovanni in Conca
La cripta di San Giovanni in Conca è un monumento situato in piazza Missori a Milano. Si tratta dei resti dell'antica basilica di San Giovanni in Conca (nome originario paleocristiano basilica evangeliorum), della quale rimangono oggi solo poche tracce risalenti all'XI secolo, vale a dire parte dell'abside e l'intera cripta, da cui il nome dei moderni resti. Realizzata di epoca romana tardoimperiale tra il V e il VI secolo in stile paleocristiano, fu ricostruita nel Medioevo in stile romanico. Originariamente dedicata agli evangelisti, da cui il nome paleocristiano basilica evangeliorum, fu in seguito dedicata a Giovanni apostolo ed evangelista. Il termine "in Conca" nel nome della cripta richiama un avvallamento del terreno su cui venne poi realizzata la basilica.
 La basilica fu demolita tra il 1948 e il 1952 per esigenze viabilistiche. È stata una delle basiliche paleocristiane di Milano.

## Storia

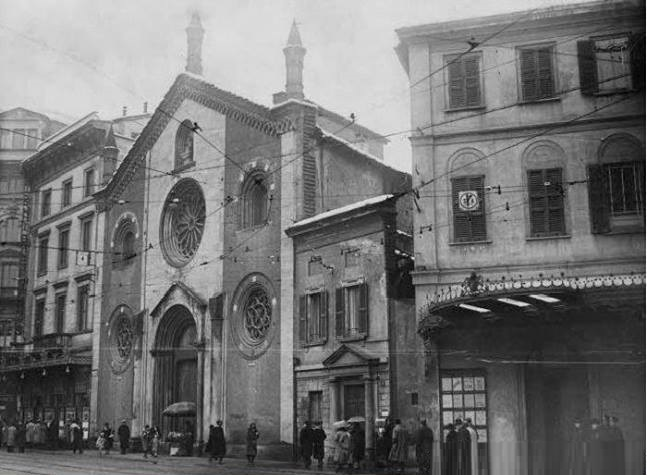
La basilica paleocristiana di San Giovanni in Conca prima della demolizione.

Al centro di piazza Missori sorge quello che rimane dell'antica basilica paleocristiana di San Giovanni in Conca, illustre testimonianza di storia e arte milanese dal V-VI secolo al XVII secolo.
Realizzata di epoca romana tardoimperiale tra il V e il VI secolo in stile paleocristiano, fu ricostruita nel Medioevo in stile romanico.
Originariamente dedicata agli evangelisti, da cui il nome paleocristiano basilica evangeliorum, fu in seguito dedicata a Giovanni apostolo ed evangelista.
In epoca paleocristiana infatti non esisteva ancora l'usanza di intitolare le chiese a un solo santo, ma a una famiglia di santi.

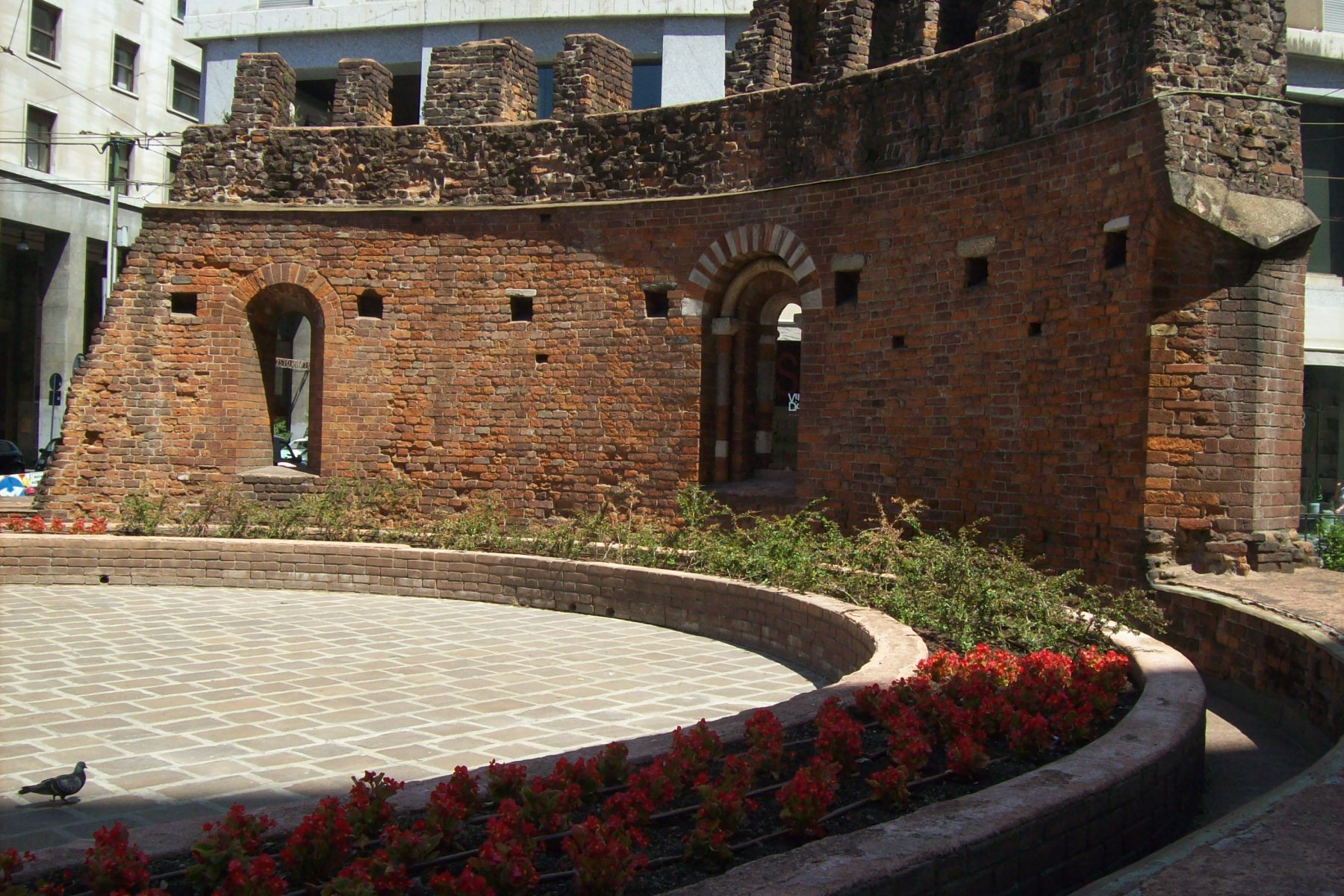
I resti attualmente visibili in superficie di San Giovanni in Conca.

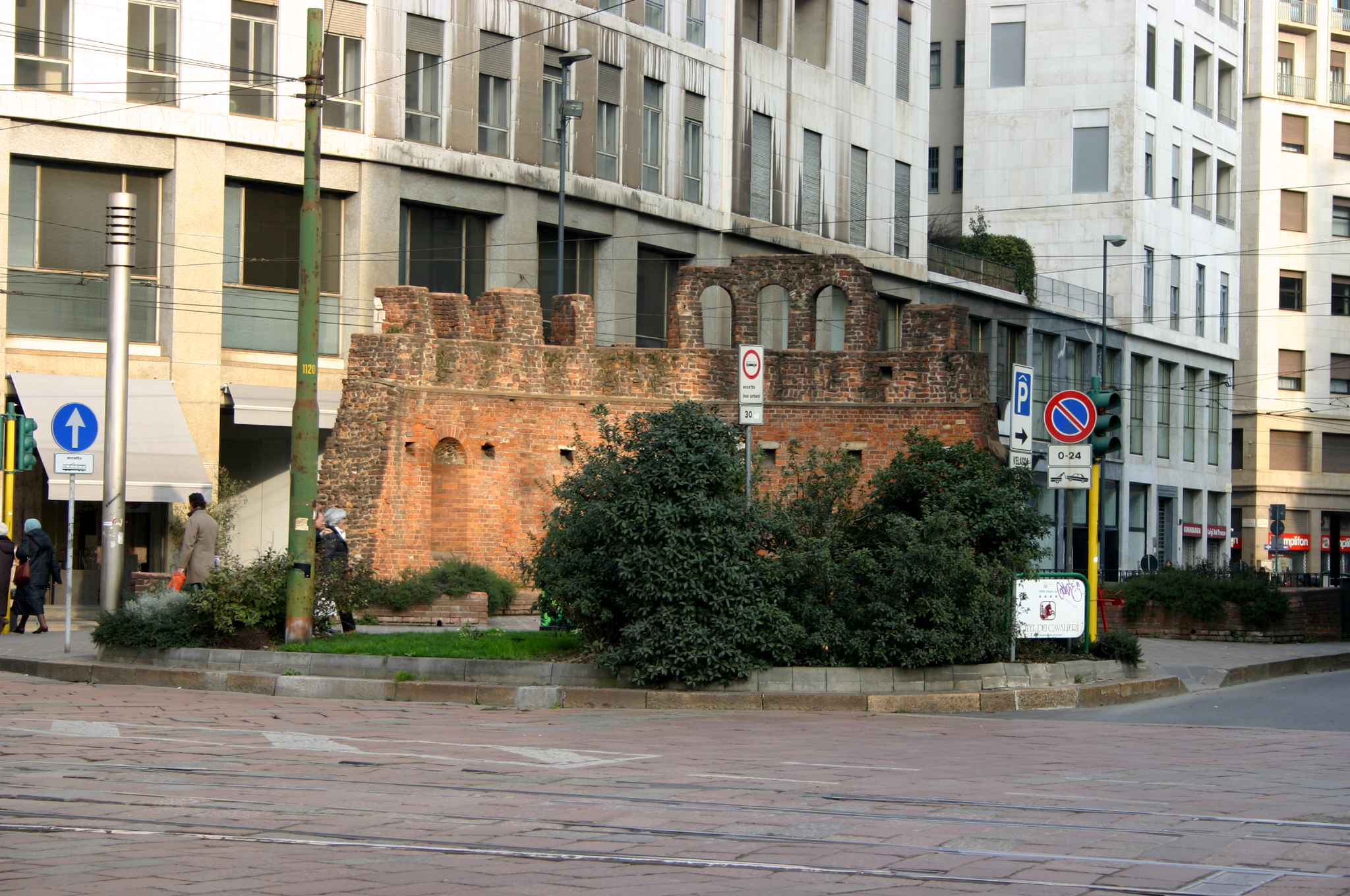
Resti dell'abside in piazza Missori.

Dentro le mura romane della città sorgeva una basilica paleocristiana o, secondo alcuni, altomedievale dedicata a San Giovanni Evangelista, detta "in Conca" per l'avvallamento del terreno circostante. Misurava 53 x 7 metri con pianta ad aula unica e abside semicircolare, le cui fondazioni sono ancora visibili. 
Con le stesse proporzioni venne ricostruita nell'XI secolo e di nuovo, dopo le distruzioni dell'imperatore Federico Barbarossa nel 1162, nel XIII secolo.
In questa fase la basilica, affiancata da un campanile di 24 metri e internamente divisa in tre navate, aveva un transetto e un tiburio centrale.
Sulla facciata, una nicchia ospitava il busto di San Giovanni Evangelista, rappresentato nel calderone di olio in cui, secondo la tradizione, lo avrebbe fatto immergere l'imperatore Domiziano, senza che il Santo ne soffrisse.
Piacque ai Visconti l'eleganza della chiesa a tal punto che, nel XIV secolo, la inglobarono nel recinto della loro signorile dimora, la cosiddetta Cà di Can, facendone la propria cappella gentilizia.
Qui, tra le pareti sontuosamente affrescate, trovarono sepoltura nel 1384 Regina Beatrice della Scala e l'anno dopo il marito, Bernabò Visconti, avvelenato a Trezzo d'Adda dal nipote Gian Galeazzo.
Nel 1531 Francesco II Sforza donò la basilica all'ordine dei carmelitani, che vi costruirono accanto il monastero, alzarono il campanile e fecero decorare l'interno e la facciata in stile barocco. Il campanile, peraltro, fu utilizzato nel XIX secolo come osservatorio astronomico.
Nel 1782 venne soppresso l'ordine carmelitano che occupava la chiesa dal 1531. Nel 1787 al S. Giovanni venne tolta la parrocchialità e la chiesa venne soppressa definitivamente nel 1808 passando al Demanio. Il 21 novembre 1878 il Regio Governo cedette dietro pagamento l'edificio al Comune di Milano che nel 1877 aveva deliberato di far passare la nuova via Carlo Alberto, oggi via Mazzini, nell'area occupata dalla chiesa. Nel maggio 1879 la Comunità Valdese, autorizzata da una delibera del Consiglio Comunale, acquistava l'antica basilica con l'obbligo di arretrarne la facciata a rettifilo della allora Via Carlo Alberto e di amputarne la parte posteriore affinché l'edificio rimanesse nei confini dell'area assegnata dal Comune. Il progetto di adeguamento fu realizzato dall'architetto Angelo Colla che modificò, arretrandola, la facciata in stile neogotico e la applicò obliquamente al corpo della chiesa, che venne drasticamente accorciata. Una piccola porzione dell'area della vecchia chiesa fu acquistata dall'ellenista ed epigrafista Giovanni Labus. Il nuovo Tempio Valdese fu inaugurato l'8 maggio 1881; la demolizione del campanile fu decretata nella seduta consigliare del 5 gennaio 1884 e, dopo lunghissime discussioni fra le varie autorità, fu demolito fra il giugno e l'agosto 1884.
Nel secondo dopoguerra presunte e discutibili "esigenze imprescindibili di viabilità" condannarono definitivamente l'edificio, che fu demolito tra il 1948 e il 1952, per realizzare l'asse viario di via Albricci-piazza Missori (la cosiddetta "Racchetta", peraltro rimasta incompiuta). Dell'antica basilica furono salvati e restaurati solo una parte dell'abside e della cripta, mentre la facciata fu ricostruita e applicata al nuovo Tempio Valdese in via Francesco Sforza. A testimonianza di ciò, la corta via a fondo cieco sul fianco destro del tempio prese successivamente il nome di via San Giovanni in Conca.

### Mappa della Milano paleocristiana

Mappa dell'antica Milano romana (Mediolanum) (secoli III-V) con indicate le mura e le porte romane di Milano, il foro romano di Milano, il teatro romano di Milano, l'anfiteatro romano di Milano, il circo romano di Milano, l'area del palazzo imperiale romano di Milano (in rosa più tenue), la zecca romana di Milano, le terme Erculee, il mausoleo imperiale di Milano, la via Porticata con l'arco trionfale, i magazzini annonari romani di Milano (lat. horrea), il porto fluviale romano di Milano, i castelli romani di Milano e le basiliche paleocristiane di Milano.

## Descrizione
Dell'antica basilica rimangono oggi solo la cripta, unico esempio di cripta romanica originale esistente a Milano assieme alla cripta di San Vincenzo in Prato, e l'abside, nella quale si nota la monofora con strombatura, arco a tutto sesto e due capitelli con volute a graffito ed il coronamento esterno degli archetti svuotati: si tratta di elementi tipici del romanico milanese, presenti anche nella Basilica di Sant'Ambrogio e in quella di San Nazaro in Brolo.

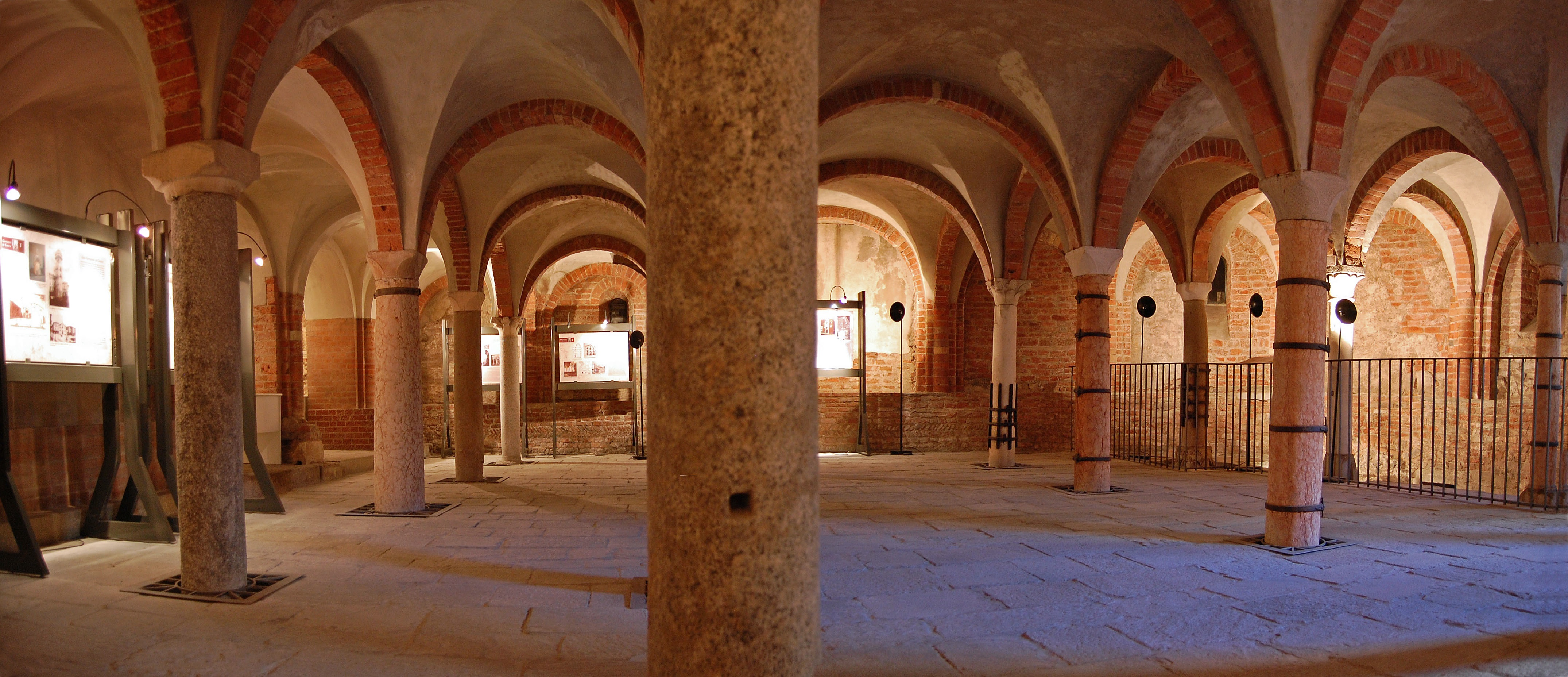
La cripta romanica.

## Testimonianze storiche di San Giovanni in Conca

### Le opere conservate nella Cripta

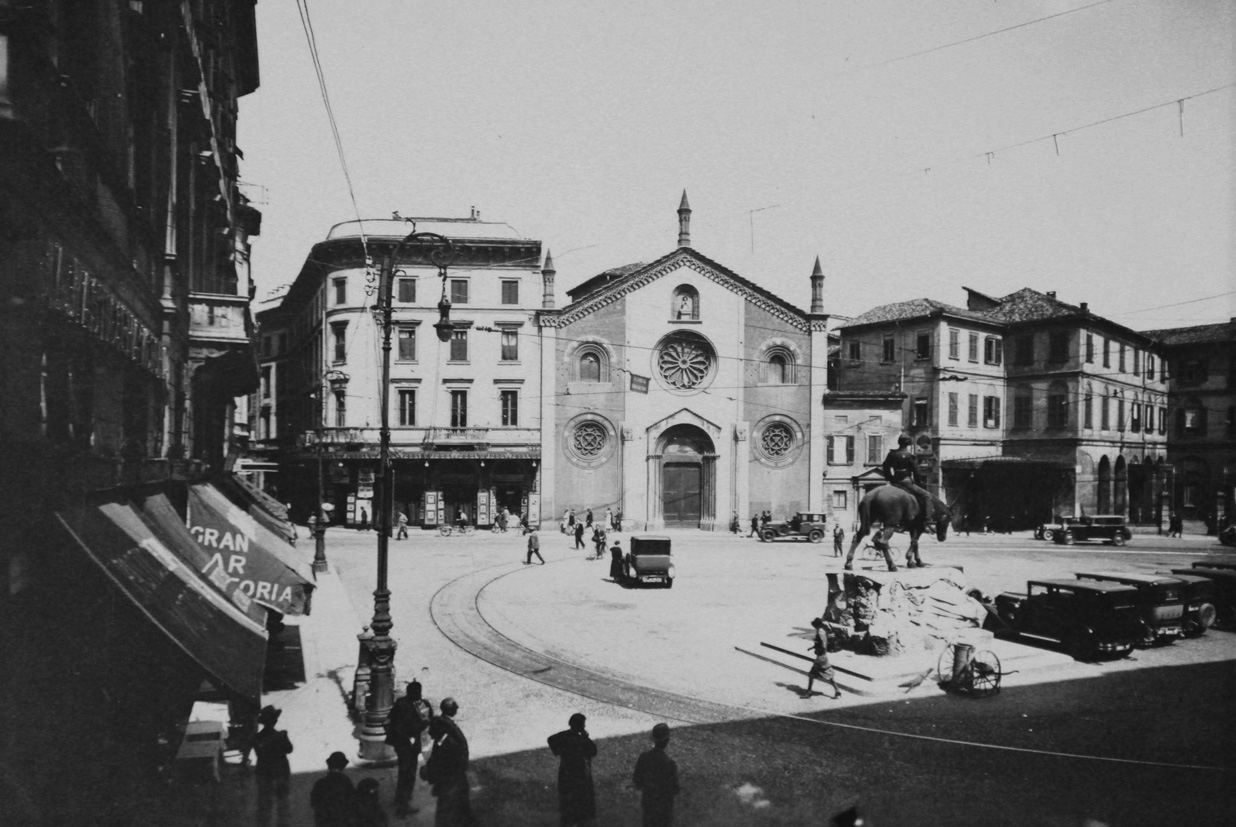
La chiesa agli inizi del Novecento.

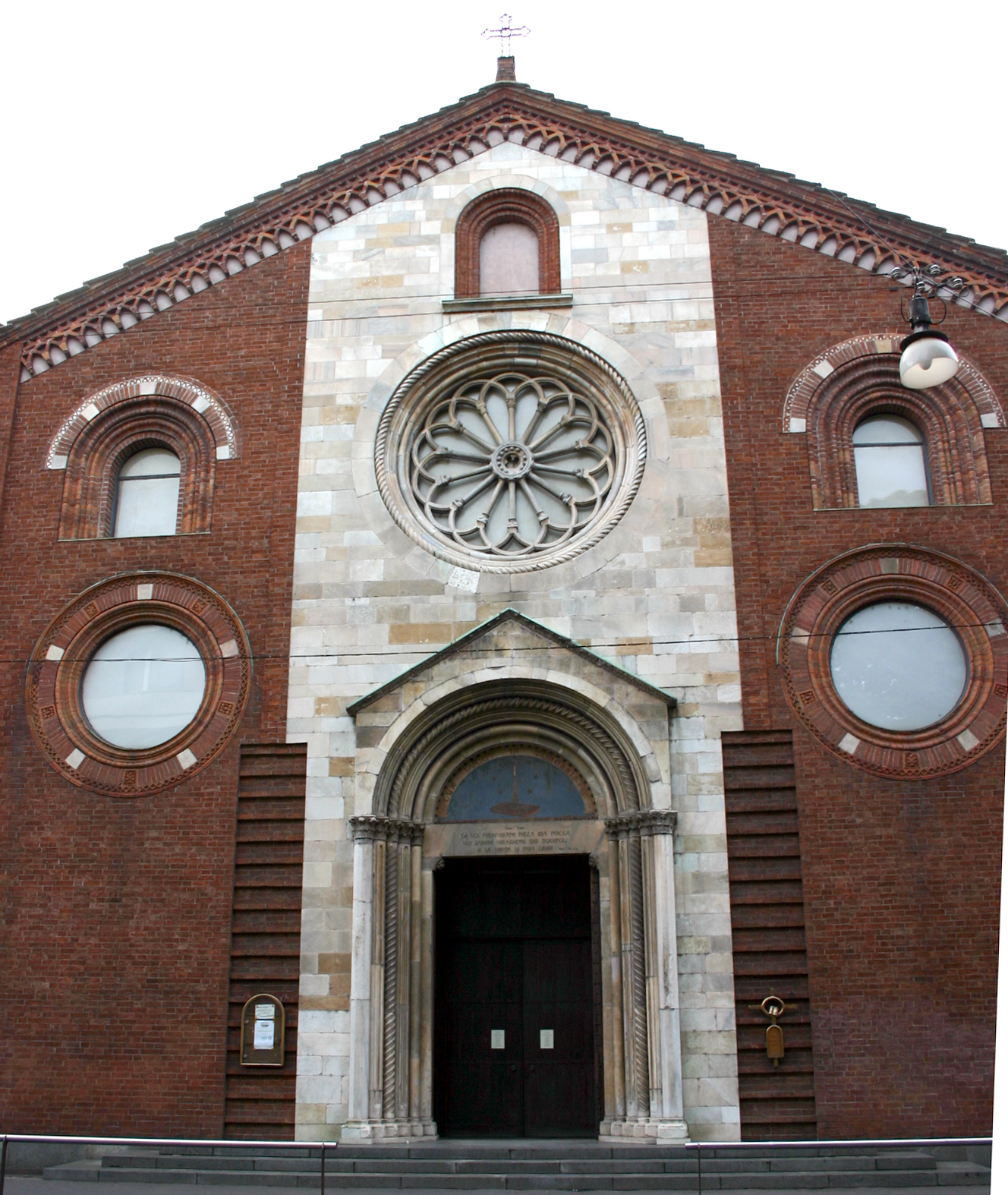
La facciata ricollocata sul Tempio Valdese in via Francesco Sforza.

- Frammento di cornice con mensole e cassettoni di un edificio non identificato, marmo, seconda metà del I-II secolo. La modanatura, appartenente a un architrave a fasce in stile corinzieggiante con rosette e foglie d'acanto, dentelli e astragali, mostra nell'equilibrata struttura compositiva e nel chiaroscuro l'alto impegno decorativo degli edifici della Milano romana.
- Frammento di sarcofago con figura maschile in nudità eroica, marmo, III-IV secolo. Il rilievo è di provenienza ignota. Il personaggio, forse un guerriero con mantello (clamide) sul corpo nudo, riprende una tipologia raffinata di rilievi a soggetto mitologico, di norma legata all'ambiente di corte e piuttosto rara in ambito milanese.
- Frammento di sarcofago con figura di togato, marmo, fine III-IV secolo, di provenienza ignota. Il tipo di toga, detto "contabulato" dall'articolata fascia che attraversa il busto, e l'iconografia del personaggio, stante con un rotolo nella mano abbassata, richiamano modelli tipici del periodo, frequenti anche in ambito cisalpino.
- Frammento di pavimento in opus sectile, marmo bianco e basalto, IV-VI secolo. Il frammento, a esagoni neri e triangoli bianchi, unica testimonianza della pavimentazione della basilica paleocristiana, fu rinvenuto sotto la navata centrale della basilica da Pompeo Castelfranco nel 1881.
- Capitello di pilastro, calcare, XI-XII secolo. La composizione, con parte superiore ad intreccio e parte inferiore con due fiere affrontate, si colloca nella scuola scultorea romanico-lombarda che trova le sue espressioni più articolate nella basilica di Sant'Ambrogio.

### L'opera conservata nel Civico museo archeologico di Milano
- Mosaico pavimentale, III secolo. Raro esempio milanese di mosaico policromo figurato, rinvenuto nel 1881 durante gli scavi archeologici condotti da Pompeo Castelfranco sotto la navata centrale della chiesa, è riferibile, come la cisterna tuttora conservata nella cripta, al quartiere residenziale romano che occupava l'area di piazza Missori.

### Le opere conservate nel Museo di Arte Antica del Castello Sforzesco
- Parete di tomba affrescata, V-VI secolo. L'affresco, uno dei pochissimi documenti di pittura paleocristiana conservati a Milano, presenta figure simboliche che alludono alla morte e alla resurrezione dell'anima.
- Epigrafe funeraria, marmo, VII secolo. La lastra tombale del nobile longobardo Aldo, cognato della regina Teodolinda, fu recuperata durante la demolizione del campanile della chiesa nel 1885. In origine era forse decorata da intarsi in pietra e pasta vitrea colorata.
- San Giovanni Evangelista, marmo, inizi XIV secolo. Il busto rimase nella nicchia sopra il rosone della chiesa fino al 1948, quando la facciata venne smontata e trasferita sul fronte del Tempio Valdese in via Francesco Sforza.
- Annunciazione, affresco, fine XII - inizi XIV secolo. Pregevole testimonianza di pittura lombarda, era collocata sull'arco trionfale della chiesa, le cui navate furono in seguito ornate con affreschi raffiguranti le storie di San Giovanni Evangelista.
- Monumento funebre di Beatrice Regina della Scala, marmo, 1385 circa. Il sarcofago, opera di un maestro campionese, decorato con il Cristo in Pietà tra due Angeli e i Santi Giovanni Evangelista e Luca sul lato lungo e con la Croce sul lato corto, fu rimosso dalla cripta nel XIX secolo.
- Monumento funebre di Bernabò Visconti, marmo parzialmente policromato, dorato, argentato, 1360-1385 circa. La scultura, nata come statua equestre di Bernabò in armatura da parata e collocata nell'abside della chiesa, venne unita, alla morte del Visconti, al sarcofago. Opera della bottega di Bonino da Campione, è uno dei capolavori della scultura del Trecento.

## Galleria d'immagini

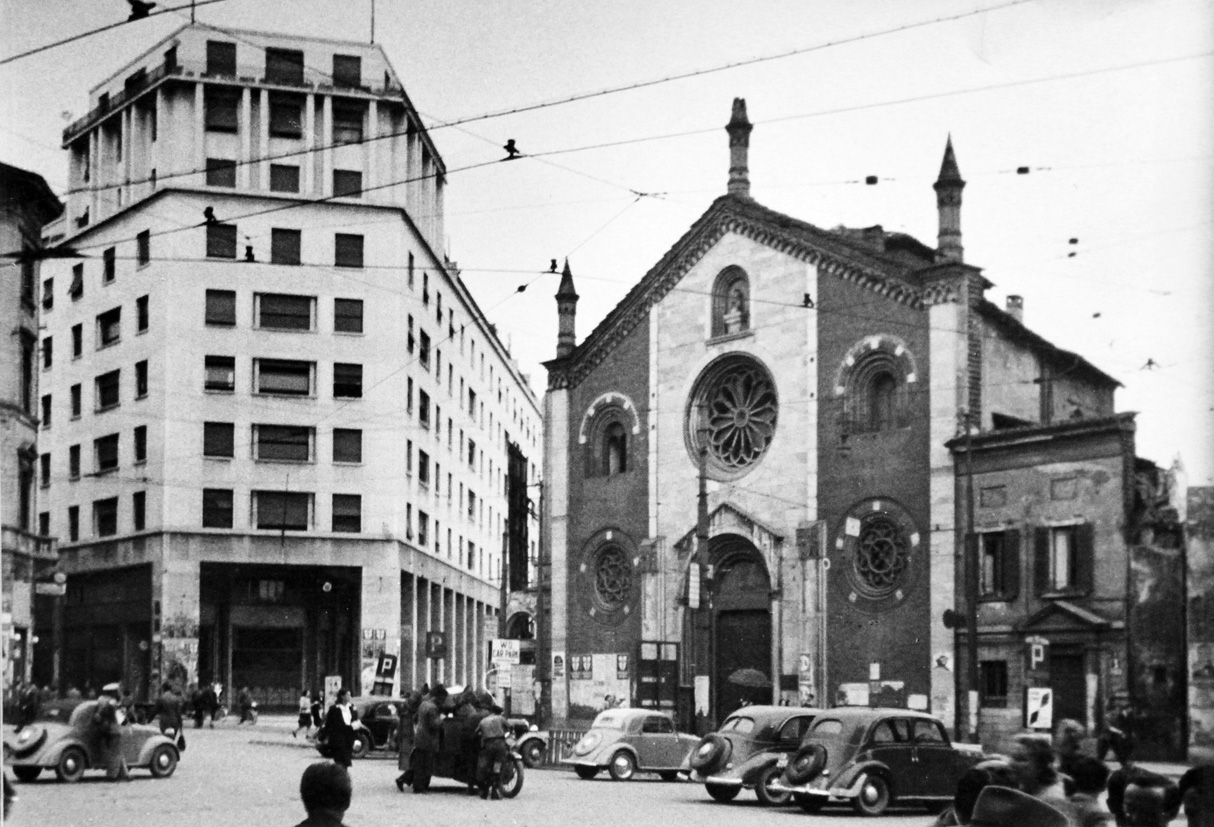
La chiesa negli anni Quaranta del Novecento
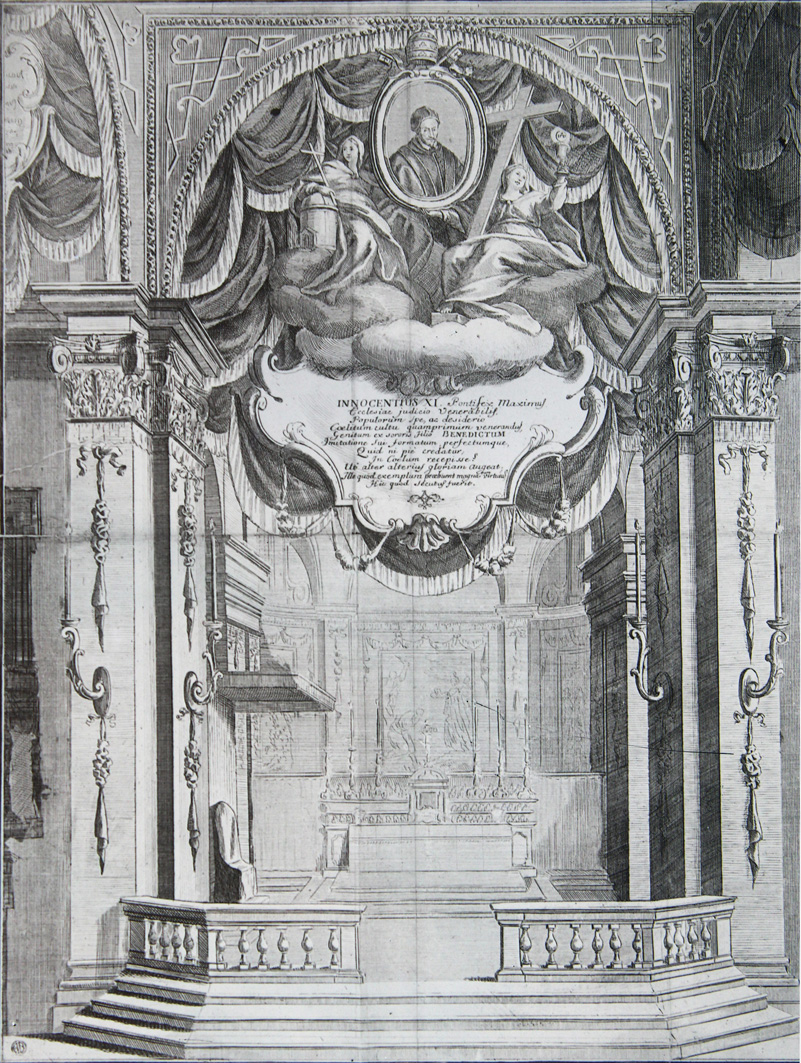
Disegno dell'interno della chiesa
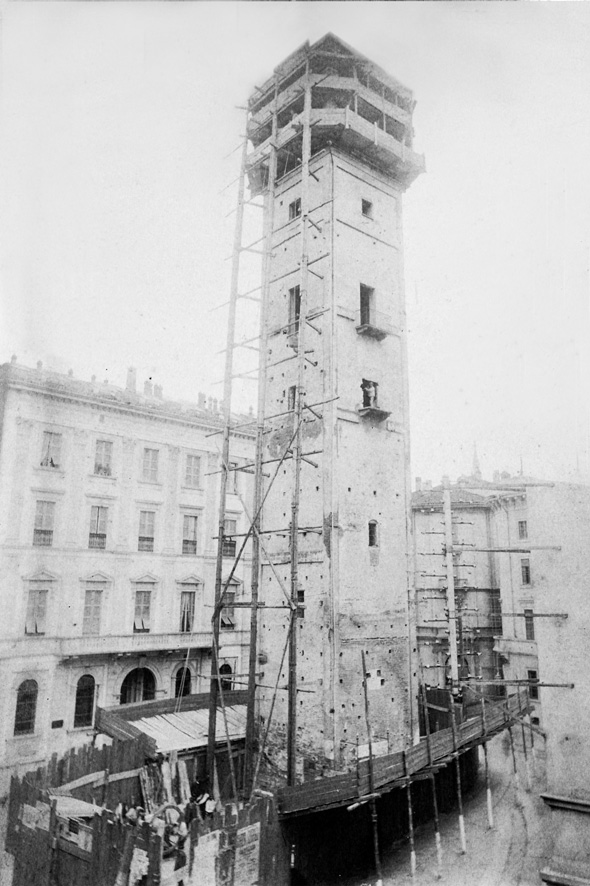
Il campanile durante la demolizione
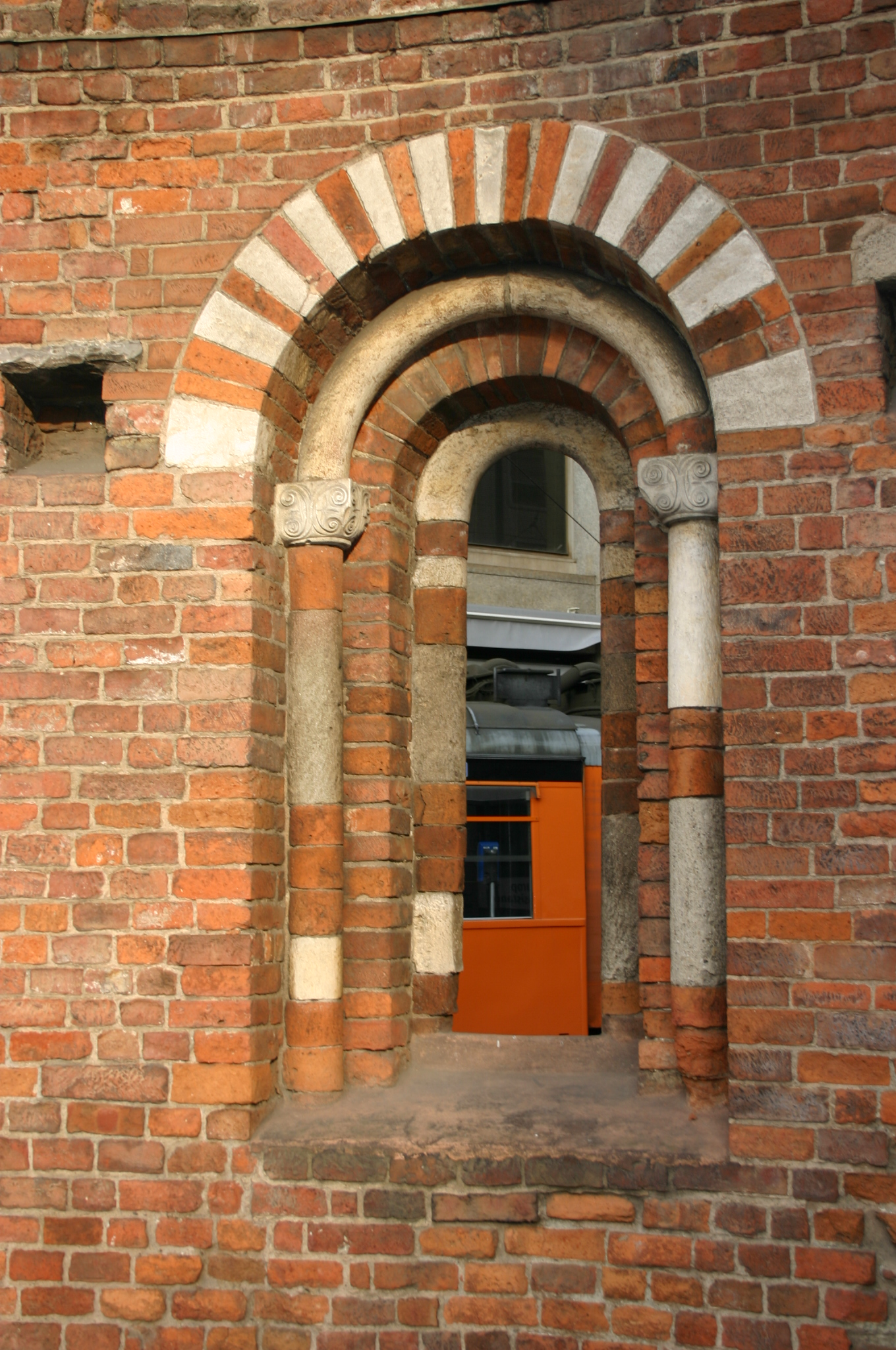
La monofora absidale
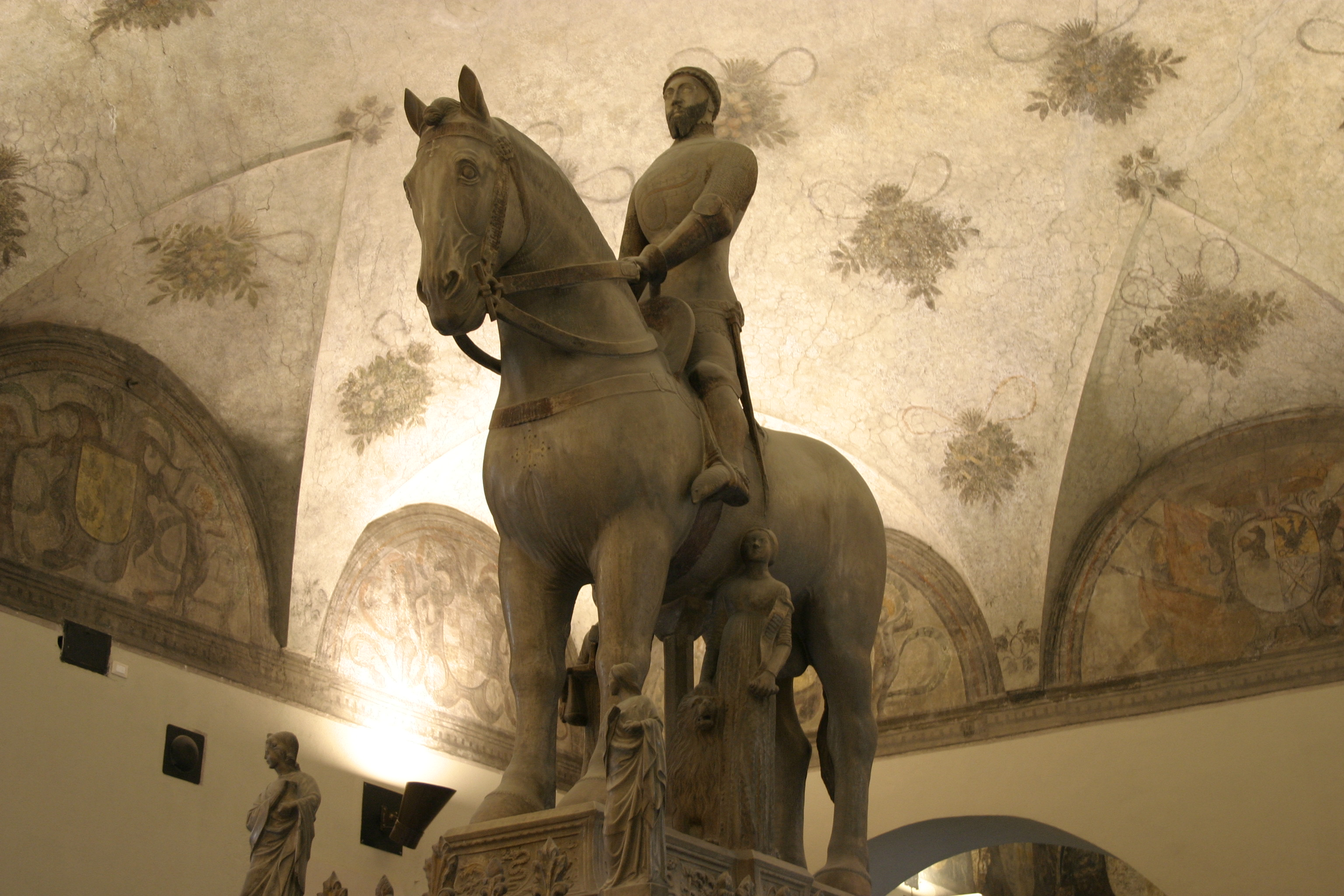
Statua equestre di Bernabò Visconti di Bonino da Campione, in origine sull'altare di San Giovanni in Conca